# Bromley Contingent
El Contingente de Bromley fue un grupo de jóvenes ingleses que, inicialmente fueron seguidores y fanes de la banda punk Sex Pistols. Deben su nombre a Bromley, un suburbio de Londres ubicado en el Condado de Kent, en donde algunos de ellos vivían. Este grupo sería el pilar en lo que respecta al desarrollo del movimiento punk británico y  sus posteriores transformaciones en ámbitos no solo musicales, sino también, estéticos y visuales. La mayoría de ellos eran antiguos fanes de músicos glam como Roxy Music y David Bowie.

## Antecedentes
La crisis económica y la disgregación social que sucedieron a la segunda guerra, trajo también cambios en las tendencias y manifestaciones juveniles. Al aparecer los Sex Pistols, estos rápidamente empezaron a tener sus seguidores. No hay fecha exacta en la que se haya formado el contingente, ya que su formación fue espontánea. A medida que los Sex Pistols tocaban con más frecuencia en escondites y luego en bares, los espectadores que asistían a sus conciertos eran jóvenes descontentos e insatisfechos con la hegemonía del partido laborista y con la época en sí, lo que dio lugar a que rápidamente se sintieran identificados e incorporaban a su uso la actitud rebelde y la extravagante indumentaria de los músicos.

## Miembros
El grupo incluía a Siouxsie Sioux, Jordan, Simon 'Boy' Barker, Debbie Juvenile (alias née Wilson), Linda Ashby, Philip Salon, Simone Thomas, Bertie 'Berlin' Marshall, Tracie O'Keefe, Steve Severin, Billy Idol, Sharon Hayman, Soo Catwoman y Helena de Troya (Helen Wellington-Lloyd)

## Características
Los del contingente de Bromley desarrollaron e innovaron en su vestimenta. Si bien, muchos inicialmente mostraban un aspecto desastroso por influencia de los Sex Pistols como era en los varones el uso de las poleras rasgadas o en el caso de las muchachas el pelo excesivamente corto llevando un maquillaje similar al de David Bowie y las medias rotas, esto cambiaría. Fue la tienda de Malcolm McLaren y Vivienne Westwood el punto neurálgico en donde los jóvenes se reunían. En el documental “La mugre y la furia” , el mismísimo Johnny Rotten (vocalista de los Sex Pistols) afirmaba visitar con frecuencia este lugar, ya que los otros locales estaban llenos de maricas y esta tienda ofrecía modelos similares a los de Teddy Boy. El lugar tenía a la venta prendas heredadas del mod y también de goma y cuero. Las declaraciones con respecto a la moda hechas por Siouxsie Sioux destacan el uso del fetiche, el juego con la esclavitud y su confección e innovación en el estilo del maquillaje, que posteriormente fueron tema central en la moda punk y gótica.

## Polémica y escándalos
El contingente de Bromley alcanzó un mayor grado de notoriedad cuando Sioux, Severin, Thomas y Barker aparecieron junto a los Sex Pistols en el programa nocturno de televisión del periodista Bill Grundy en diciembre de 1976. Motivado por Grundy, el cantante de los Sex Pistols, Johnny Rotten, usó la palabra "mierda". Siouxsie a continuación, bromeó con el periodista al decirle que: "siempre he querido conocerlo, Bill". Grundy no entendió la broma y le contestó: "Nos reuniremos luego". Esta fue realmente la acción que provocó una serie de palabras rudas de parte del guitarrista Steve Jones, quien trató a Grundy de "sucio",  "viejo verde", "hijo de puta sucia" y de "canalla”. Esa fue la primera vez en la historia de la televisión del Reino Unido en la que los espectadores habían oído insultar a esta hora del día. Aunque el programa sólo fue visto en la región de Thames Television, el escándalo fue difundido por la prensa sensacionalista y poco después los Sex Pistols fueron despedidos por su sello discográfico, EMI. Este episodio cambió la cara de la música en Gran Bretaña. Hasta diciembre de 1976, el punk rock era una manifestación de baja intensidad, además de aparecer de vez en cuando en pequeños sitios musicales.
En la semana siguiente, una foto de Siouxsie apareció en la portada del Daily Mirror con el título "Siouxsie una sorpresa punk". 
La notoriedad del Contingente de Bromley en la prensa continuó en junio de 1977, cuando los Sex Pistols junto a su mánager, Malcolm McLaren, alquilaron un barco que sería abordado por la banda y algunos miembros del contignente para navegar por el río Támesis durante la celebración del aniversario de plata de la reina Isabel II. Cuando el barco llegó al muelle, varios jóvenes fueron arrestados y heridos en el combate cuerpo a cuerpo que se desencadenó con la policía. Los miembros del contingente Debbie Juvenil y Tracie O'Keefe, fueron acusados de obstrucción y agresión a un agente de policía. Juvenil fue absuelto de los cargos y O'Keefe fue condenado a un mes de prisión, aunque posteriormente fue absuelto en apelación.

## Disolución
El ambiente tenso e inseguro que cada vez se acentuaba más en el círculo de los Sex Pistols, terminó aburriendo a algunos de los miembros del contingente, los que, hartos en la incertidumbre del punk, iniciarían sus propios proyectos. En el caso de Siouxsie Sioux, esta dejó de asistir en febrero de 1977 a los conciertos de los Sex Pistols. Más tarde comenzaría un proyecto musical junto a su amigo, Steve Severin, el que culminaría con la formación de la banda Siouxsie And The Banshees.
Billy Idol decidió convertirse en músico y formó su propia banda, Generation X, en 1976. Más tarde emprendería su carrera en solitario junto al guitarrista Steve Stevens.
Simon Barker se convirtió en un fotógrafo, utilizando el apodo de "Seis". 
Bertie 'Berlin' Marshall se convirtió en escritor, la publicación de una novela, Psychoboys en 1999 y un libro de memorias de Berlín Bromley en 2001, le hicieron recibir críticas favorables del periódico The Guardián y la revista Time Out de Londres. 
Philip Salon se convirtió en uno de los exponentes en la escena británica del New Romantic en la década de 1980 junto a figuras como Steve Strange y Boy George.
O'Keefe murió inesperadamente a principios de 1978 de cáncer de médula ósea a la edad de 18 años.

## Curiosidades
Sid Vicious, el bajista que sustituyó a Glen Matlock en los Sex Pistols, afirmó que despreciaba al Contingente de Bromley, a pesar de haber sido el baterista en el debut de Siouxsie and the Banshees en el 100 Club Punk Festival
- Datos: Q523057